# چارلی تیکنر
چارلی تیکنر (انگلیسی: Charlie Tickner؛ زادهٔ ۱۳ نوامبر ۱۹۵۳) اسکیت‌باز نمایشی اهل ایالات متحده آمریکا است.